# 群馬県立前橋清陵高等学校
群馬県立前橋清陵高等学校（ぐんまけんりつまえばしせいりょうこうとうがっこう）は、群馬県前橋市にある県立高校。男女共学である。

## 概要
- 定時制・通信制のみからなる群馬県内初の学校である。
- 定時制に夜間部と昼間部を置いている
- 衛生看護科を設置しており、前橋准看護学校、藤岡准看護学校、高崎准看護学校、桐生准看護学校など、准看護師を目指す学生が通信制に入学している。

## 沿革
- 1966年 - 群馬県立前橋高等学校と群馬県立前橋女子高等学校の定時制を統廃合し、群馬県立前橋第二高等学校として創設される。
- 1967年 - 前橋市立女子高等学校（現在の前橋市立前橋高等学校）の定時制を統合
- 1993年 - 群馬県立前橋清陵高等学校と改称

## 学科
- 普通科（定時制・通信制）
- 衛生看護科（通信制）